# Nicolae Duțu
Nicolae Duțu (n. 22 august 1928, Brăila) este un redactor și realizator de emisiuni radio din România.
Studii academice la Timișoara, apoi la Conservatorul de Muzică „Ciprian Porumbescu” din București; din 1975 a lucrat timp de 39 de ani neîntrerupți în redacția de muzică ușoară, pop, rock, jazz a Radiodifuziunii Române. A făcut parte din echipa de redactori ai primelor ediții ale Festivalului Internațional ”Cerbul de aur” de la Brașov și din primele echipe de realizatori ai programelor estivale ale postului Radio Vacanța. A efectuat transmisii în direct de la cele mai importante manifestări muzicale de gen. Prin eforturi personale a dotata fonoteca Radioului cu o cantitate enormă de muzică, discurile cele mai valoroase apărute în ani de istorie a genurilor rock, pop, fiind vehiculate în emisiunile ” De la 1 la 5”, „ Radiodivertisment muzical”, „Radiorecording”, emisiuni de notorietate în anii 1970 - 1980, realizate alături de  Daniela Caraman Fotea, Aurel Gherghel, Paul Grigoriu, Ionel Thomas Tudor, Dan Antonescu, Victor Dumitrescu, Adrian Marcovici, Costel Tutunaru etc. A făcut parte din juriile Festivalurilor Internaționale „Orfeul de aur” din Bulgaria și „Cheia de aur” de la Bratislava. Deținător al Medaliei Marconi pentru activitate radiofonica neîntreruptă și calitatea prestației redacționale.